# Franco Novasconi
Franco Novasconi es un deportista italiano que compitió en judo. Ganó una medalla de bronce en el Campeonato Europeo de Judo de 1973, en la categoría de –70 kg.

## Palmarés internacional
| Campeonato Europeo | Campeonato Europeo | Campeonato Europeo | Campeonato Europeo |
| Año                | Lugar              | Medalla            | Categoría          |
| ------------------ | ------------------ | ------------------ | ------------------ |
| 1973               | Madrid (España)    | Medalla de bronce  | –70 kg             |